# Bannockburn (Schottland)
Bannockburn (schottisch-gälisch: Allt a’ Bhonnaich) war der Name eines Dorfes in Mittelschottland, dessen Name sich von dem Bach Bannock (burn: Scots für „Bach“) ableitet, der in den Forth mündet. Durch stetiges Wachstums im Zeitalter der Industrialisierung dehnte sich Bannockburn bis an die Stadtgrenze des nahegelegenen Stirling aus und wurde schließlich Teil dieser Stadt. Es ist eine der 42 Community Council Areas in der Council Area von Stirling.
Bekannt wurde das Dorf durch die Schlacht von Bannockburn, eine der entscheidenden Schlachten in den schottischen Unabhängigkeitskriegen, in der das schottische Heer unter der Führung von Robert the Bruce 1314 der englischen Armee unter Edward II. eine empfindliche Niederlage beibrachte. Auf dem ehemaligen Schlachtfeld im Süden von Stirling, dort, wo das Gefecht schließlich entschieden wurde, erinnert heute ein abstraktes Denkmal an die Schlacht. Es ist zusammen mit einem Reiterstandbild von Bruce und dem angrenzenden Besucherzentrum eine der beliebtesten Touristenattraktionen der Gegend. 2019 wurde das Besucherzentrum von rund 43.000 Personen besucht. 2023 betrug die Besucherzahl etwa 88.000 Personen.

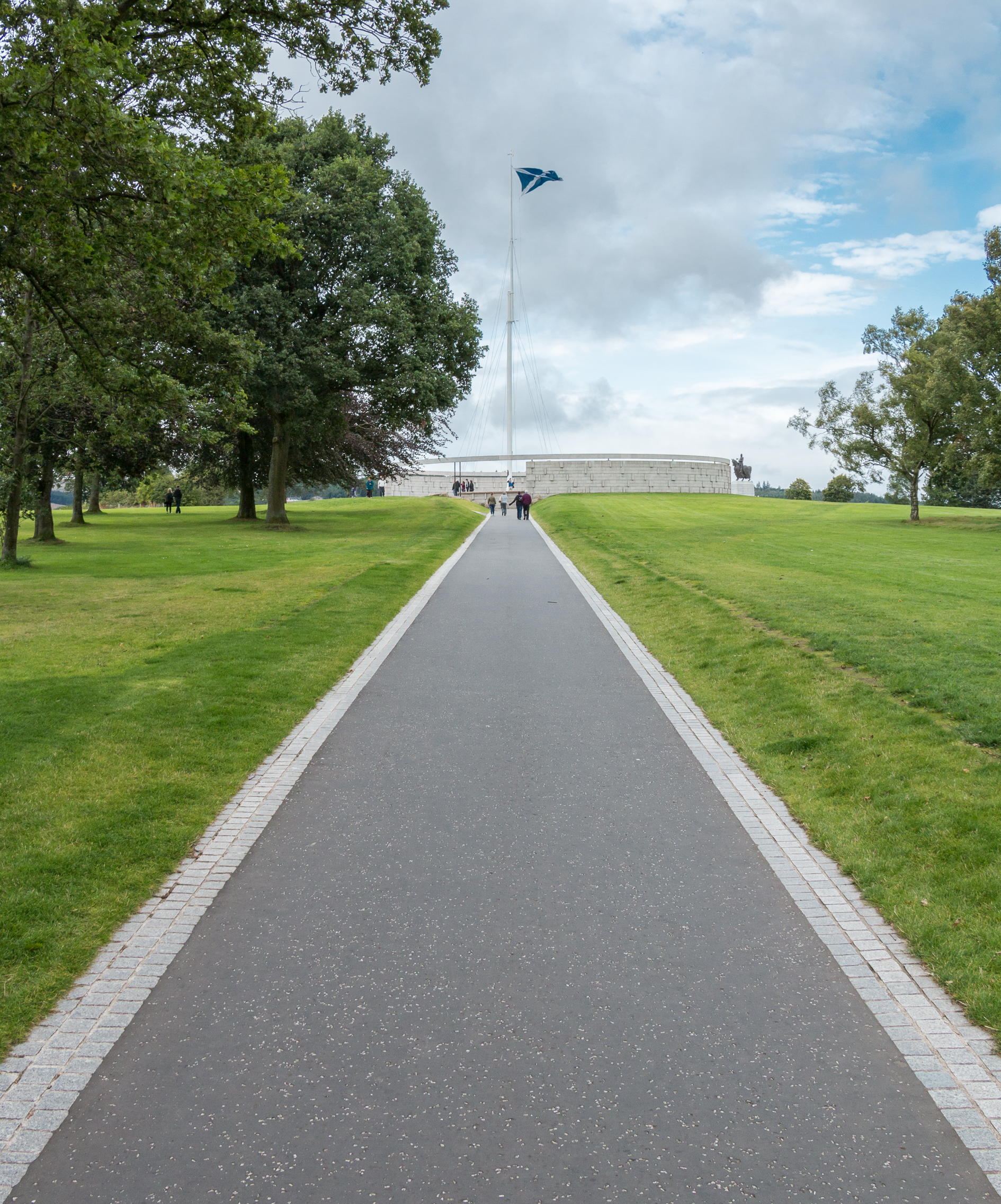
Straße zum Denkmal
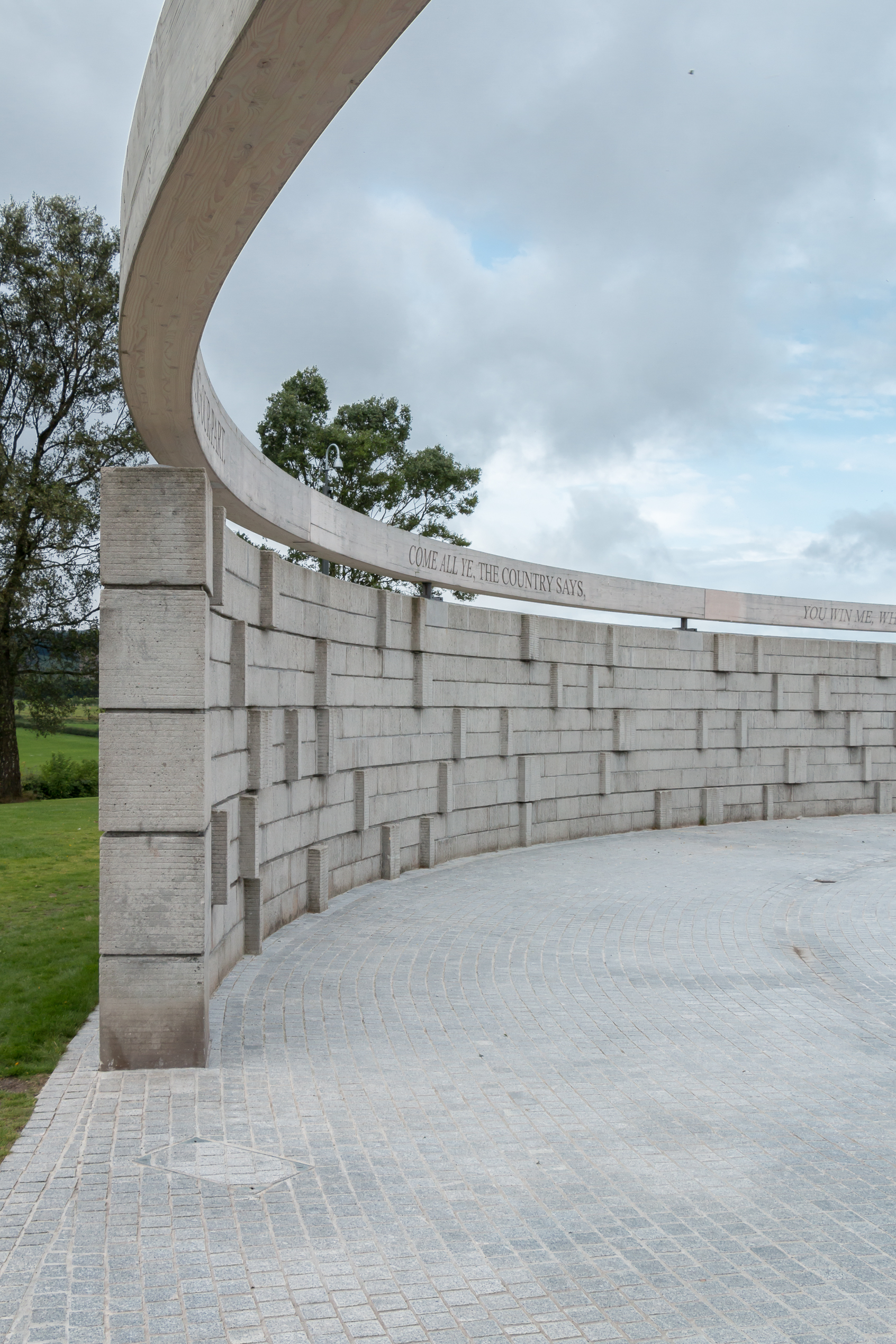
Mauer des Denkmals
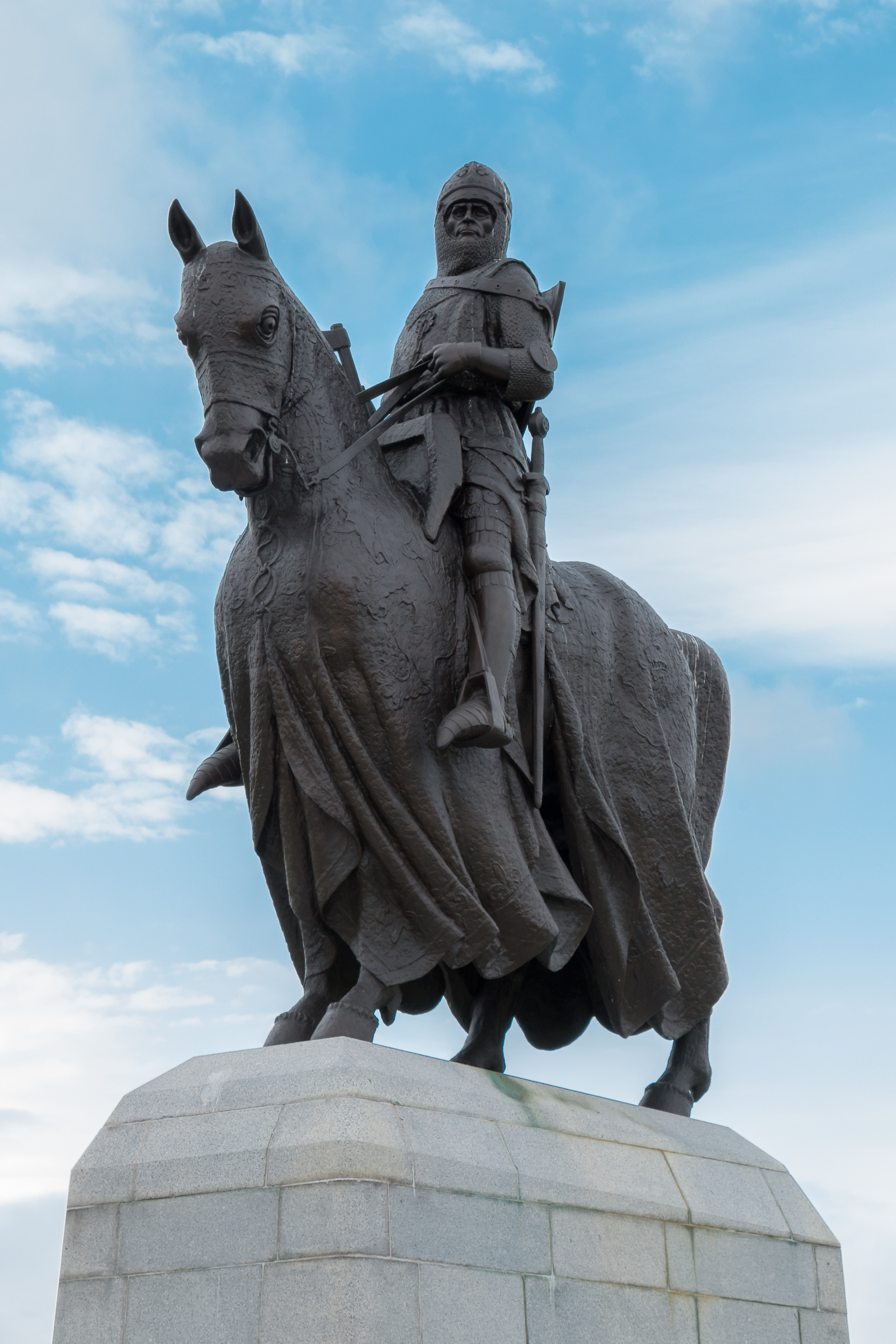
Reiterstandbild Robert the Bruce von Pilkington Jackson
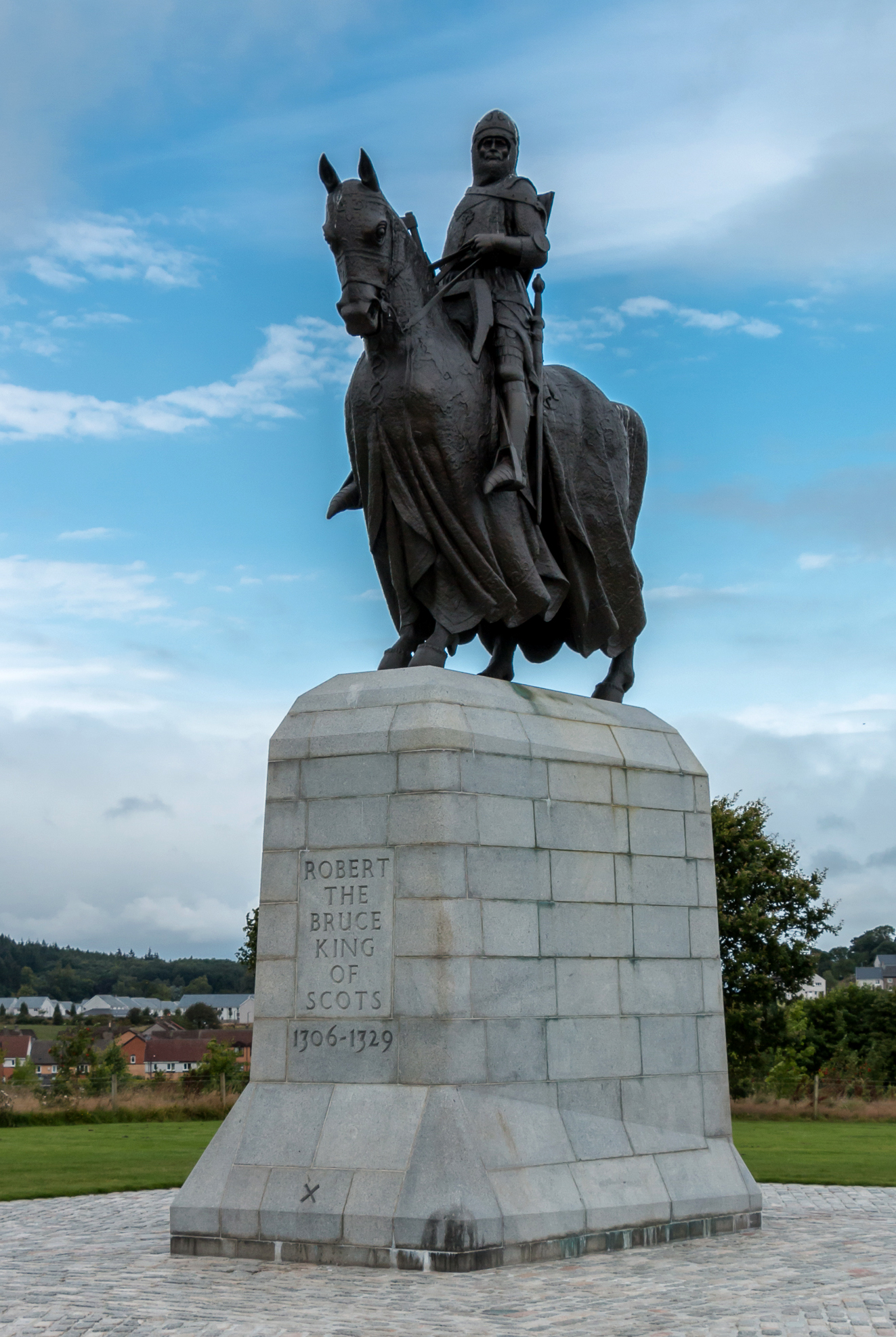
Denkmal mit Sockel

## Söhne und Töchter von Bannockburn
- Gary Liddell (1954–2015), Fußballspieler
- Barry Hepburn (* 2004), Fußballspieler